# Liste der Baudenkmale in Ovelgönne
In der Liste der Baudenkmale in Ovelgönne sind die Baudenkmale der niedersächsischen Gemeinde Ovelgönne in der Wesermarsch und ihrer Ortsteile aufgelistet. Der Stand der Liste ist der 5. Juli 2022.

## Allgemein
In den Spalten befinden sich folgende Informationen:
- Lage: die Adresse des Baudenkmales und die geographischen Koordinaten. Kartenansicht, um Koordinaten zu setzen. In der Kartenansicht sind Baudenkmale ohne Koordinaten mit einem roten Marker dargestellt und können in der Karte gesetzt werden. Baudenkmale ohne Bild sind mit einem blauen Marker gekennzeichnet, Baudenkmale mit Bild mit einem grünen Marker.
- Bezeichnung: Bezeichnung des Baudenkmales
- Beschreibung: die Beschreibung des Baudenkmales. Unter § 3 Abs. 2 NDSchG werden Einzeldenkmale und unter § 3 Abs. 3 NDSchG Gruppen baulicher Anlagen und deren Bestandteile ausgewiesen.
- ID: die Objekt-ID des Baudenkmales
- Bild: ein Bild des Baudenkmales, ggf. zusätzlich mit einem Link zu weiteren Fotos des Baudenkmals im Medienarchiv Wikimedia Commons. Wenn man auf das Kamerasymbol klickt, können Fotos zu Baudenkmalen aus dieser Liste hochgeladen werden:

## Großenmeer
| Lage                                            | Bezeichnung               | Beschreibung | ID       | Bild           |
| ----------------------------------------------- | ------------------------- | --- | -------- | -------------- |
| Birkenheider Weg 8 53° 14′ 41″ N, 8° 17′ 56″ O  | Wohn-/ Wirtschaftsgebäude | Das Zweiständer-Hallenhaus wurde 1798 unter einem reetgedeckten Dach errichtet. Um 1900 erfolgte ein Umbau. | 36123275 | BW             |
| Dorfweg 8 53° 15′ 56″ N, 8° 18′ 42″ O           | Altes Brauhaus            | Direkt am Käseburger Sieltief gelegen. Traufständiger zweigeschossiger Fachwerkbau mit Backsteinausfachungen unter Satteldach. Hohe gebogene Fußstreben. Eingang mittig mit historistischer Tür, darüber Ladeluke. OG und Giebel zweifach auf profilierten Knaggen vorkragend. Auf der linken Seite zweigeschossiger Backsteinanbau mit Toreinfahrt, darüber Ladeluke (Schmiede). Rechts rückwärtig ehemals Stallanbau, bei der Renovierung verkleinert erneuert. Erbaut wohl in der 2. Hälfte des 17. Jhs. (laut moderner Inschrift 1599), nach lokaler Tradition als Brauhaus, 1989 renoviert und umgebaut.                                                          | 36123169 |                |
| Eselstraße 53° 15′ 53″ N, 8° 18′ 39″ O          | St. Anna (Kirche)         | Geostete Saalkirche in Backstein mit polygonalem 7/12-Schluss. Vorgesetzter rechteckiger Westturm mit korbbogigem Eingang und je zwei rundbogigen Schallarkaden auf der Nord- und Südseite, unter Knickpyramide. Am teilweise verputzten Schiff auf jeder Seite ein Eingang, auf der Südseite segmentbogige Fenster und auf der Nordseite zwei Reihen rechteckiger Fenster; dort ferner ein Anbau unter Schleppdach. Innen Holzdecke mit Balken auf Wandständern mit geschweiften Kopfstreben. Kanzelaltar, Kirchenbänke und Emporen von 1817, Taufständer von 1705. Außen neben dem Turm eine Grabplatte von 1654 aufgestellt. Erbaut 1600, der Turm bezeichnet 1781. | 36123933 | Weitere Bilder |
| Eselstraße 53° 15′ 53″ N, 8° 18′ 38″ O          | St. Anna (Friedhof)       | Friedhof um die Großenmeerer Pfarrkirche St. Anna auf der Kirchwurt. Gestaltet mit Bäumen, Wegen und Rasenflächen, umgeben von einer Hecke, auf der Westseite ein Graben, im Südosten ein eisernes Eingangstor mit zwei Backsteinpfosten. Auf dem Friedhof eine größere Zahl von Grabsteinen des späten 17. und des 18. Jhs. | 36127884 | BW             |
| Eselstraße 6 53° 15′ 53″ N, 8° 18′ 36″ O        | Schule                    | Zur Kirche traufständiger eingeschossiger Putzbau von elf Achsen unter Schopfwalmdach. In der fünften Achse von rechts korbbogiger Eingang. Rechts jüngerer, weniger tiefer Anbau von fünf Achsen mit eigenem Eingang in der linken Achse unter Satteldach. Erbaut wohl um die Mitte des 19. Jhs. | 36123199 | BW             |
| Meerkircher Straße 53° 15′ 53″ N, 8° 18′ 47″ O  | Kriegerdenkmal            | Auf einem gestuften Sockel steht ein Podest, einen Helm vor gekreuzten Säbeln darstellend, darauf ein Sandsteinquader und ein Kapitell. Darauf findet sich ein weiterer Quader mit zentriertem Tatzenkreuz. Entworfen von Heinrich August Ritter, 1921 ausgeführt. Das Kriegerdenkmal war zunächst für die Gefallenen des Ersten Weltkriegs errichtet worden. Die Inschriftentafeln für die Gefallenen des Zweiten Weltkriegs wurden später auf der Rückseite angebracht. | 36123223 | BW             |
| Meerkircher Straße 53° 15′ 53″ N, 8° 18′ 47″ O  | Baumbestand               | Der alte Baumbestand unterstreicht den Erinnerungswert des Kriegerdenkmals. | 36127780 | BW             |
| Raiffeisenstraße 17 53° 15′ 44″ N, 8° 18′ 42″ O | Bahnhof Großenmeer        | Zweigeschossiger traufständiger Backsteinbau von sieben Achsen unter Satteldach. Mittig dreiachsiger Risalit, durchgehend auf die Rückseite zum früheren Bahnsteig. Fenster im EG segmentbogig. Im EG Backsteingliederung mit dunkleren Bändern und Bogenrahmungen. OG mit vorgeblendeter Verbohlung und Fensterrahmen mit Ädikulen und Konsolen in Holz, Dach mit Schwebegiebeln. Rechts auf der Südseite eingeschossiger Anbau einer Güterhalle unter flachem, weit auskragenden Satteldach. Erbaut 1896 oder kurz davor. | 36123248 | BW             |

## Moorseite
| Lage                                             | Bezeichnung               | Beschreibung | ID       | Bild |
| ------------------------------------------------ | ------------------------- | --- | -------- | ---- |
| Am Siedenmoor 1 53° 15′ 57″ N, 8° 16′ 33″ O      | Wohn-/ Wirtschaftsgebäude | Das Zweiständer-Hallenhaus wurde 1776 unter einem Halbwalmdach errichtet. Der Wirtschaftsgiebel kragt vor. | 36123441 | BW   |
| Am Siedenmoor 1 53° 15′ 57″ N, 8° 16′ 34″ O      | Anbau                     | Der Anbau aus Fachwerk wurde auf der Südseite des Wohn-/Wirtschaftsgebäudes ausgeführt. Möglicherweise handelt es sich um einen Neubau. | 36127653 | BW   |
| Moorseiter Straße 19 53° 15′ 32″ N, 8° 17′ 19″ O | Wohn-/ Wirtschaftsgebäude | Zweiständerhallenhaus in Fachwerk mit Backsteinausfachungen unter Schopfwalmdach in Reetdeckung mit Niedersachsengiebeln. Am Wirtschaftsteil nach rechts gleichzeitiger Stallanbau in Fachwerk unter Schopfwalmdach. Bezeichnet 1815. | 36123498 | BW   |
| Moorseiter Straße 19 53° 15′ 32″ N, 8° 17′ 18″ O | Wohn-/ Wirtschaftsgebäude | Nördlich neben dem Stallflügel des größeren Wohn-/Wirtschaftsgebäudes gelegen. Zweiständerhallenhaus in Fachwerk mit Backsteinausfachungen unter Schopfwalmdach mit Niedersachsengiebeln. Traufseiten und Wohngiebel in Backstein erneuert. Erbaut wohl um die Mitte des 19. Jhs., möglicherweise als Altenteil. | 36123470 | BW   |
| Moorseiter Straße 19 53° 15′ 32″ N, 8° 17′ 20″ O | Scheune                   | Südöstlich vom größeren Wohn-/Wirtschaftsgebäude gelegen. Fachwerkbau mit Backsteinausfachungen unter Walmdach. Querdurchfahrten. Bezeichnet 1834. | 36123553 | BW   |
| Moorseiter Straße 19 53° 15′ 31″ N, 8° 17′ 20″ O | Stall                     | Südlich neben dem größeren Wohn-/Wirtschaftsgebäude stehend. Backsteinbau unter Schopfwalmdach. Öffnungen segmentbogig. Erbaut wohl um 1900. | 36123526 | BW   |
| Moorseiter Straße 31 53° 15′ 47″ N, 8° 17′ 1″ O  | Wohn-/ Wirtschaftsgebäude | Zweiständerhallenhaus mit Backsteinaußenmauern unter Schopfwalmdach in Reetdeckung mit Niedersachsengiebeln. Öffnungen segmentbogig, das Tor korbbogig. Backsteingliederung: Ziersetzungen um die Bögen. Am Wirtschaftsgiebel nach rechts Stallflügel in Backstein unter Schopfwalmdach in Reetdeckung mit Niedersachsengiebeln. Bezeichnet 1900, der Wirtschaftsgiebel und wahrscheinlich auch das Innengerüst wohl aus dem frühen 19. Jh. | 36123614 | BW   |
| Moorseiter Straße 31 53° 15′ 47″ N, 8° 17′ 1″ O  | Gulfscheune               | Rechts neben dem Wohn-/Wirtschaftsgebäude stehender Fachwerkbau mit Backsteinausfachungen unter Schopfwalmdach in Reetdeckung mit Niedersachsengiebeln. Rückwärtig moderner Anbau. Bezeichnet 1836. | 36123580 | BW   |

## Neustadt
| Lage                                              | Bezeichnung                     | Beschreibung | ID       | Bild |
| ------------------------------------------------- | ------------------------------- | --- | -------- | ---- |
| Anton-Hullmann-Weg 10 53° 20′ 14″ N, 8° 20′ 40″ O | Wohn-/ Wirtschaftsgebäude       | Auf einer Wurt gelegenes Zweiständerhallenhaus in Fachwerk mit Backsteinausfachungen unter Schopfwalmdach in Reetdeckung. Am Wirtschaftsgiebel nach Süden verbohlter Stallanbau unter Schopfwalmdach in Reetdeckung und nach Norden Schweinestallanbau in Backstein unter Satteldach in Reetdeckung. Großes Gartengrundstück mit z. T. altem markanten Baumbestand. Erbaut wohl um 1800, der Schweinestall um 1900.                    | 36121820 | BW   |
| Colmar 24 53° 20′ 34″ N, 8° 21′ 23″ O             | Gulfhaus                        | Auf einer Wurt gelegenes Gulfhaus. Nach Osten zur Straße Gulfscheune in Fachwerk mit Backsteinausfachungen unter Schopfwalmdach, z. T. in Reetdeckung. Nach Westen schmalerer und firstparalleler, etwas nach Süden versetzter Wohnteil in Backstein unter Schopfwalmdach. Am Giebel der Gulfscheune Mittelteil zweimal auf Knaggen vorkragend, daran Fußbänder mit Fächerrosetten. Wohnteil erbaut 1848, Gulfscheune bezeichnet 1877. | 36121873 | BW   |
| Colmar 28 53° 20′ 30″ N, 8° 21′ 24″ O             | Wohn-/ Wirtschaftsgebäude       | Auf einer Wurt erbautes Zweiständerhallenhaus unter Schopfwalmdach mit Niedersachsengiebeln. Wirtschaftsgiebel in Fachwerk, die übrigen Außenwände in Backstein ersetzt. Wirtschaftsgiebel und Dach auf profilierten Knaggen vorkragend. Bezeichnet 1742. | 36121902 | BW   |
| Colmar 29 53° 20′ 28″ N, 8° 21′ 32″ O             | Wohn-/ Wirtschaftsgebäude       | Zweiständerhallenhaus, der Wirtschaftsteil im Osten in Fachwerk mit Backsteinausfachungen unter Schopfwalmdach, z. T. in Reetdeckung. Der Wohnteil später durch ein eineinhalbgeschossiges Wohnhaus in Backstein mit Drempel (Typus „Oldenburger Hundehütte“) mit mittigem Wintergartenanbau ersetzt. Bezeichnet 1776, der Wohnteil wohl aus dem späten 19. Jhs.                                                                       | 36121929 | BW   |
| Colmar 29 53° 20′ 29″ N, 8° 21′ 33″ O             | Gulfscheune                     | Unmittelbar nordöstlich des Wohn-/Wirtschaftsgebäudes stehend und durch einen kleinen Zwischenbau mit diesem verbunden. Backsteinbau unter Schopfwalmdach. Der Ostgiebel in Fachwerk mit Backsteinausfachungen. Bezeichnet 1877. | 36121955 | BW   |
| Colmar 29 53° 20′ 29″ N, 8° 21′ 35″ O             | Speicher                        | | 36121978 | BW   |
| Colmar 29 53° 20′ 27″ N, 8° 21′ 30″ O             | Baumbestand                     | Alter markanter Baumbestand auf dem Hofgrundstück. | 36127730 | BW   |
| Neustädter Straße 46 53° 20′ 56″ N, 8° 21′ 12″ O  | Wohn-/ Wirtschaftsgebäude       | | 36123642 | BW   |
| Neustädter Straße 46 53° 20′ 57″ N, 8° 21′ 13″ O  | Scheune                         | | 36123670 | BW   |
| Zur alten Mühle 22 53° 20′ 46″ N, 8° 21′ 45″ O    | Neustädter Mühle (Gebäude)      | | 36123670 | BW   |
| Zur alten Mühle 22a 53° 20′ 46″ N, 8° 21′ 44″ O   | Neustädter Mühle (Mühlenstumpf) | | 36122985 | BW   |

## Norder Frieschenmoor
| Lage                                                  | Bezeichnung               | Beschreibung | ID       | Bild |
| ----------------------------------------------------- | ------------------------- | --- | -------- | ---- |
| Chorengelshellmer 4 53° 22′ 14″ N, 8° 23′ 58″ O       | Wohn-/ Wirtschaftsgebäude | Zweiständerhallenhaus in Fachwerk mit Backsteinausfachungen unter Schopfwalmdach, z. T. in Reetdeckung, mit Niedersachsengiebeln. Längswände und Wohngiebel in Backstein erneuert. Erbaut wohl um die Mitte des 19. Jhs., Wohnteil später umgebaut. | 36122003 | BW   |
| Chorengelshellmer 4 53° 22′ 13″ N, 8° 23′ 57″ O       | Speicher                  | Fachwerkbau unter Satteldach mit jüngerer Erweiterung in Backstein. Erbaut wohl um die Mitte des 19. Jhs. | 36122028 | BW   |
| Chorengelshellmer 4 53° 22′ 13″ N, 8° 23′ 58″ O       | Stall                     | Südlich neben dem Wirtschaftsgiebel des Wohn-/ Wirtschaftsgebäudes stehender kleiner Fachwerkbau mit Backsteinausfachungen unter Schopfwalmdach in Reetdeckung mit Niedersachsengiebeln. Erbaut wohl um die Mitte des 19. Jhs.                      | 36122052 | BW   |
| Frieschenmoorer Straße 53 53° 22′ 13″ N, 8° 23′ 46″ O | Feuerwehrgerätehaus       | Kleiner, teils verputzter Backsteinbau unter Schopfwalmdach mit Niedersachsengiebeln. Erbaut 1933 oder wenig später. | 36122103 | BW   |
| Frieschenmoorer Straße 89 53° 22′ 16″ N, 8° 21′ 20″ O | Wohn-/ Wirtschaftsgebäude | | 36123695 | BW   |
| Frieschenmoorer Straße 89 53° 22′ 17″ N, 8° 21′ 20″ O | Nebengebäude              | | 36127288 | BW   |
| Kiebitzhörne 19 53° 22′ 59″ N, 8° 22′ 11″ O           | Wohn-/ Wirtschaftsgebäude | | 36122154 | BW   |
| Kiebitzhörne 27 53° 23′ 11″ N, 8° 22′ 45″ O           | Wohn-/ Wirtschaftsgebäude | Zweiständerhallenhaus unter Schopfwalmdach in Reetdeckung. Wirtschaftsgiebel in Fachwerk mit Backsteinausfachungen, die übrigen Wände in Backstein erneuert. Erbaut wohl um die Mitte des 19. Jhs.                                                  | 36122237 | BW   |
| Kiebitzhörne 27 53° 23′ 10″ N, 8° 22′ 46″ O           | Nebengebäude              | Südöstlich des Wohn-/Wirtschaftsgebäudes gelegen, bestehend aus einem verbohlten Teil unter Satteldach im Osten und einem massiven, jüngeren Anbau im Westen unter Pultdach. Erbaut wohl im 1. oder 2. Drittel des 20. Jhs.                         | 36123035 | BW   |
| Kiebitzhörne 29 53° 23′ 10″ N, 8° 22′ 47″ O           | Wohn-/ Wirtschaftsgebäude | Auf einer Wurt gelegenes Zweiständerhallenhaus in Fachwerk mit Backsteinausfachungen unter Schopfwalmdach in Reetdeckung mit Niedersachsengiebeln. An den Giebeln Dach auf Knaggen vorkragend. Bezeichnet 1754.                                     | 36122210 | BW   |
| Klein Zetel 11 53° 22′ 4″ N, 8° 23′ 19″ O             | Wohn-/ Wirtschaftsgebäude | Zweiständerhallenhaus unter Schopfwalmdach. Wirtschaftsgiebel in Fachwerk mit Backsteinausfachungen, die übrigen Wände in Backstein erneuert. Bezeichnet 1837.                                                                                      | 36123066 | BW   |
| Klein Zetel 22 53° 22′ 13″ N, 8° 22′ 56″ O            | Wohn-/ Wirtschaftsgebäude | Zweiständerhallenhaus in Fachwerk mit Backsteinausfachungen unter Schopfwalmdach in Reetdeckung mit Niedersachsengiebeln. Erbaut wohl um 1830. | 36122076 | BW   |
| Schulweg 10 53° 21′ 54″ N, 8° 23′ 13″ O               | Wohn-/ Wirtschaftsgebäude | Zweiständerhallenhaus in Fachwerk mit Backsteinausfachungen unter Schopfwalmdach in Reetdeckung mit Niedersachsengiebeln. Erbaut wohl um die Mitte des 19. Jhs.                                                                                     | 36123142 | BW   |
| Schulweg 10 53° 21′ 55″ N, 8° 23′ 14″ O               | Stall                     | Unmittelbar nördlich des Wohn-/Wirtschaftsgebäudes stehender, kleiner Fachwerkbau mit Backsteinausfachungen unter Schopfwalmdach. Erbaut wohl um die Mitte des 19. Jhs.                                                                             | 36127087 | BW   |

## Oldenbrok

### Bahnhof
| Lage                                              | Bezeichnung               | Beschreibung | ID       | Bild |
| ------------------------------------------------- | ------------------------- | --- | -------- | ---- |
| Altendorfer Straße 38 53° 17′ 51″ N, 8° 21′ 21″ O | Bahnhof Oldenbrok         | Eingeschossiger, zu den früheren Gleisen giebelständiger verbohlter Backsteinbau unter Schopfwalmdach. Rückwärtig Anbau, wohl Bedürfnisanstalt. Erbaut 1897. | 36123908 | BW   |
| Altendorfer Straße 39 53° 17′ 50″ N, 8° 21′ 17″ O | Freels Mühle (Wohnhaus)   | | 36126491 | BW   |
| Altendorfer Straße 39 53° 17′ 51″ N, 8° 21′ 16″ O | Freels Mühle (Motormühle) | | 36126464 | BW   |
| Altendorfer Straße 39 53° 17′ 52″ N, 8° 21′ 16″ O | Freels Mühle (Speicher)   | | 36126518 | BW   |
| Altendorfer Straße 39 53° 17′ 51″ N, 8° 21′ 16″ O | Freels Mühle (Waage)      | | 36126545 | BW   |

### Mittelort
| Lage                                        | Bezeichnung                            | Beschreibung | ID       | Bild           |
| ------------------------------------------- | -------------------------------------- | --- | -------- | -------------- |
| Lerchenstraße 5 53° 17′ 50″ N, 8° 24′ 12″ O | Feuerwehrhaus                          | Giebelständiger kleiner Backsteinbau unter Satteldach. Tor zugesetzt. Auf der linken Seite verbretterter Schlauchturm auf quadratischem Grundriss unter Pyramidendach. Erbaut wohl um 1930. | 36124166 | BW             |
| Hamelstraße 53° 17′ 50″ N, 8° 24′ 12″ O     | Christuskirche Oldenbrok               | Christuskirche, der Vorgänger St. Nikolaus und Unserer Lieben Frau geweiht. Verputzte geostete Saalkirche aus Backstein mit 5/10-Chorschluss. Rundbogenfenster. Auf der Westseite Eingang. Am Polygon zwei Strebepfeiler. An den Außenwänden einige Grabplatten des 17. Jhs. neu aufgestellt. Innen Flachdecke (Spiegelgewölbe). Altarretabel von 1736, Kanzel von 1663, Orgel mit Empore von 1752–1753. Bezeichnet 1619, die Flachdecke von 1842. | 36123962 | Weitere Bilder |
| Hamelstraße 53° 17′ 50″ N, 8° 24′ 8″ O      | Christuskirche Oldenbrok (Glockenturm) | Westlich vor der Kirche stehender Backsteinbau auf quadratischem Grundriss unter Pyramidendach. Auf der Ostseite Eingang, auf der Ost- und Westseite Schallöffnungen. In der Südwestecke wohl jüngerer Strebepfeiler. Bezeichnet 1653. | 36123990 | BW             |
| Hamelstraße 53° 17′ 49″ N, 8° 24′ 8″ O      | Christuskirche Oldenbrok (Friedhof)    | Friedhof um die Christuskirche auf der Kirchwurt. Gestaltet mit Wegen und Rasenflächen sowie Bäumen, letztere insbesondere am Rand des Friedhofs. Zahlreiche Grabsteine des 18. und 19. Jhs. und einige Gruftanlagen. Eingefriedet durch eine Hecke, auf der Nordseite zur Straße ein Eisentor mit zwei von Steinvasen bekrönten Backsteinpfosten. Auf der Nord-, Ost- und Südseite umgeben von einem Wassergraben.                                | 36127484 | BW             |
| Rathausstraße 27 53° 17′ 36″ N, 8° 25′ 5″ O | Wohnhaus                               | | 36126773 | BW             |
| Rathausstraße 27 53° 17′ 36″ N, 8° 25′ 6″ O | Wohn-/ Wirtschaftsgebäude              | | 36126800 | BW             |
| Rathausstraße 27 53° 17′ 36″ N, 8° 25′ 6″ O | Garten                                 | | 36127629 | BW             |
| Rathausstraße 27 53° 17′ 38″ N, 8° 25′ 7″ O | Graft                                  | | 36128031 | BW             |

### Niederort
| Lage                                                         | Bezeichnung               | Beschreibung | ID       | Bild |
| ------------------------------------------------------------ | ------------------------- | --- | -------- | ---- |
| Niederorter Straße 19 53° 17′ 13″ N, 8° 25′ 57″ O            | Wohn-/ Wirtschaftsgebäude | Auf einer Wurt gelegenes Zweiständerhallenhaus in Fachwerk mit Backsteinausfachungen unter Schopfwalmdach in Reetdeckung. Traufwände und Wohngiebel in Backstein erneuert. Innengefüge mit Kammerfach, Flett und Diele sowie im Dielenbereich Ständer, Deckenbalken und Kopfbänder erhalten. Erbaut wohl in der 1. Hälfte des 19. Jhs. | 36125277 | BW   |
| Niederorter Straße 33 53° 17′ 4″ N, 8° 26′ 15″ O             | Wohn-/ Wirtschaftsgebäude | Zweiständerhallenhaus mit Backsteinaußenmauern unter Schopfwalmdach mit Niedersachsengiebeln. Bezeichnet 1860. | 36121456 | BW   |
| (Niederort) Niederorter Straße 33 53° 17′ 7″ N, 8° 26′ 16″ O | Graft                     | | 36127604 | BW   |
| Niederorter Straße 35 53° 17′ 6″ N, 8° 26′ 19″ O             | Wohn-/ Wirtschaftsgebäude | Zweiständerhallenhaus mit Backsteinaußenmauern unter Schopfwalmdach in Reetdeckung mit Niedersachsengiebeln. Backsteingliederung: Ziersetzungen um die Bögen. Erbaut wohl am Ende des 19. Jhs. | 36121482 | BW   |
| Niederorter Straße 35 53° 17′ 5″ N, 8° 26′ 18″ O             | Scheune                   | Links vor dem Wohn-/Wirtschaftsgebäude stehend. Fachwerkbau mit Backsteinausfachungen unter Walmdach in Reetdeckung mit Niedersachsengiebeln. Querdurchfahrt. Erbaut wohl um die Mitte des 19. Jhs. | 36121534 | BW   |
| Niederorter Straße 35 53° 17′ 7″ N, 8° 26′ 21″ O             | Graft                     | | 36127579 | BW   |
| Niederorter Straße 39 53° 17′ 3″ N, 8° 26′ 26″ O             | Wohn-/ Wirtschaftsgebäude | Auf einer Wurt gelegenes Zweiständerhallenhaus in Fachwerk unter Schopfwalmdach mit Niedersachsengiebeln. Wohnteil mit Upkammer. Am Wirtschaftsgiebel Dach auf profilierten Konsolen auskragend. Bezeichnet 1791. | 36124196 | BW   |

## Ovelgönne

### Ovelgönne – Jüdischer Friedhof
| Lage                                          | Bezeichnung | Beschreibung | ID       | Bild |
| --------------------------------------------- | ----------- | --- | -------- | ---- |
| Zum Judenfriedhof 53° 20′ 35″ N, 8° 24′ 46″ O | Friedhof    | Der rechteckige Friedhof wird von Gräben umgeben und ist mit Eschen eingefasst worden. Eine Baumreihe aus Rosskastanien steht von Westen nach Osten. Auf dem Friedhof sind jüdische Gräber mit Grabsteinen von 1811 bis 1930 erhalten. | 36124914 | BW   |

### Ovelgönne – Am Wall
| Lage                                   | Bezeichnung      | Beschreibung | ID       | Bild |
| -------------------------------------- | ---------------- | --- | -------- | ---- |
| Am Wall 1 53° 20′ 30″ N, 8° 25′ 25″ O  | Gefängnis        | Zweigeschossiger Putzbau unter Walmdach. Eingänge an beiden Längsseiten mittig, der im Norden erneuert. Putzgliederung: Fensterrahmungen, geschossteilendes Band, Traufgesims, Kantenquaderung. Erbaut 1823 als Gefängnis des Landgerichts, heute Wohnnutzung. | 36125301 | BW   |
| Am Wall 1a 53° 20′ 31″ N, 8° 25′ 25″ O | Scheune          | Eingeschossiger Fachwerkbau mit Backsteinausfachungen unter Schopfwalmdach. Erbaut wohl in der 1. Hälfte des 19. Jhs. als Scheune, Stall und Schmiede des Amtshauses. | 36127263 | BW   |
| Am Wall 3 53° 20′ 31″ N, 8° 25′ 25″ O  | Gefängnisgebäude | Zwischen Landgericht und dem jüngeren Gefängnis stehend. Eingeschossiger geschlämmter Backsteinbau unter Walmdach. Mittig veränderter Eingang, rechts wohl jüngere Toreinfahrt. Zwei moderne Schleppgaupen. Erbaut 1789 als Gefängnis mit Schließerwohnung des Landgerichts, später Dragoner-Kaserne, dann Industrieschule und Feuerspritze, heute Wohnhaus.                                                                        | 36124829 | BW   |
| Am Wall 4 53° 20′ 33″ N, 8° 25′ 25″ O  | Wohnhaus         | Traufständiger eingeschossiger Putzbau von fünf Achsen unter Schopfwalmdach. Mittig Zwerchhaus von drei Achsen unter Satteldach. Putzgliederung: geschossteilende Bänder, Kantenlisenen mit zwei Platten als oberem Abschluss. Erbaut wohl in der 1. Hälfte des 19. Jhs. | 36122550 | BW   |
| Am Wall 5 53° 20′ 32″ N, 8° 25′ 25″ O  | Gericht          | Eingeschossiger Putz- und Fachwerkbau, bestehend aus drei U-förmig angeordneten Flügeln. Der Vorderflügel traufständiger Putzbau von sieben Achsen mit mittigem Eingang unter Halbwalmdach. Links Dachreiter. Rückwärtige Flügel unter Schopfwalmdächern, der rechte verputzt, der linke in Fachwerk. Bezeichnet 1771, Anbau des Südostflügels 1821 und des Nordostflügels 1829. 1880–1951 Schule, heute Gemeindeschwesternstation. | 36124855 | BW   |
| Am Wall 6 53° 20′ 34″ N, 8° 25′ 28″ O  | Wohnhaus         | Giebelständiger eingeschossiger Backsteinbau von fünf Achsen unter Satteldach. Eingang mittig. Fensteröffnungen z. T. modern verändert. Erbaut wohl im 2. Viertel oder um die Mitte des 19. Jhs. | 36122667 | BW   |
| Am Wall 7 53° 20′ 33″ N, 8° 25′ 26″ O  | Scheune          | Zur Straße traufständiger Backsteinbau unter Satteldach. Korbbogiges Einfahrtstor und Ladeluke. Bezeichnet 1754, erbaut als Scheune der Landvogtei. | 36124882 | BW   |
| Am Wall 7 53° 20′ 32″ N, 8° 25′ 26″ O  | Baumbestand      | Baumbestand aus alten markanten Eichen östlich und westlich der Scheune. | 36127752 | BW   |
| Am Wall 9 53° 20′ 33″ N, 8° 25′ 28″ O  | Wohnhaus         | Giebelständiger eingeschossiger Putzbau von fünf Achsen unter Schopfwalmdach. Eingang mittig, darüber Ladeluke. Erbaut wohl um 1800 oder in der 1. Hälfte des 19. Jhs. | 36122809 | BW   |
| Am Wall 10 53° 20′ 35″ N, 8° 25′ 30″ O | Wohnhaus         | Giebelständiger eingeschossiger Putzbau unter Schopfwalmdach. Modern veränderter Eingang mittig, darüber Ladeluke. Erdgeschossfenster modern. Erbaut wohl in der 1. Hälfte oder um die Mitte des 19. Jhs. | 36122785 | BW   |
| Am Wall 11 53° 20′ 33″ N, 8° 25′ 29″ O | Wohnhaus         | Giebelständiger eingeschossiger Putzbau unter Schopfwalmdach. Modern veränderter Eingang mittig, darüber Ladeluke. Erdgeschossfenster modern. Erbaut wohl in der 1. Hälfte oder um die Mitte des 19. Jhs. | 36122714 | BW   |
| Am Wall 13 53° 20′ 32″ N, 8° 25′ 32″ O | Wohnhaus         | Eingeschossiger Backsteinbau unter Satteldach. Auf der Nordseite moderner Garagen-/Schuppenanbau. Erbaut wohl im 19. Jh. | 36122643 | BW   |
| Am Wall 15 53° 20′ 33″ N, 8° 25′ 31″ O | Wohnhaus         | Giebelständiger eingeschossiger Backsteinbau von fünf Achsen unter Satteldach. Eingang mittig. Öffnungen an der Straße segmentbogig, die übrigen modern oder modern verändert. Erbaut wohl um die Mitte des 19. Jhs. | 36122762 | BW   |
| Am Wall 17 53° 20′ 34″ N, 8° 25′ 31″ O | Wohnhaus         | Eingeschossiger traufständiger Putzbau unter Schopfwalmdach. Mittig modern veränderter Eingang. Fensteröffnungen modern verändert. Erbaut wohl in der 1. Hälfte oder um die Mitte des 19. Jhs. | 36122690 | BW   |

### Ovelgönne – Bahnhofstraße
| Lage                                         | Bezeichnung               | Beschreibung | ID       | Bild |
| -------------------------------------------- | ------------------------- | --- | -------- | ---- |
| Bahnhofstraße 9 53° 20′ 15″ N, 8° 25′ 14″ O  | Wohn-/ Wirtschaftsgebäude | Zweiständerhallenhaus in Fachwerk unter Schopfwalmdach in Reetdeckung mit Niedersachsengiebeln. Traufwände in Backstein erneuert. Am Wirtschaftsgiebel Ladeluke. Erbaut wohl um die Mitte des 18. Jhs. | 36124307 | BW   |
| Bahnhofstraße 15 53° 20′ 26″ N, 8° 25′ 10″ O | Wohnhaus                  | Giebelständiger eineinhalbgeschossiger Backsteinbau von vier Achsen mit Drempel unter Satteldach (Typus „Oldenburger Hundehütte“). Eingang auf der linken Seite. Putzgliederung: Kantenquaderung, geschossteilendes Gesims fensterahmungen, am Giebel ansteigender Bogenfries. Erbaut wohl am Ende des 19. Jhs. | 36126057 | BW   |
| Bahnhofstraße 17 53° 20′ 26″ N, 8° 25′ 10″ O | Wohnhaus                  | Giebelständiger eineinhalbgeschossiger Putzbau mit Drempel unter Satteldach (Typus „Oldenburger Hundehütte“). Eingang auf der linken Seite. Fensteröffnungen modern. Reste einer Putzgliederung: geschossteilendes Gesims. Erbaut wohl im späten 19. Jh. | 36126081 | BW   |
| Bahnhofstraße 19 53° 20′ 27″ N, 8° 25′ 10″ O | Wohnhaus                  | Giebelständiger eineinhalbgeschossiger Putzbau von fünf Achsen (im Giebel vier) mit Drempel unter Satteldach (Typus „Oldenburger Hundehütte“). Eingang mittig. Fenster im Giebel rundbogig. Putzgliederung: geschossteilendes Gesims, Fensterrahmungen auf Konsolen und mit z. T. figürlichen Schlusssteinen. Fast baugleich mit Breite Straße 8. Erbaut wohl in den 1900er Jahren. | 36125988 | BW   |
| Bahnhofstraße 21 53° 20′ 28″ N, 8° 25′ 11″ O | Wohnhaus                  | Von der Straße zurückgesetzter, eingeschossiger und giebelständiger Putzbau, wahrscheinlich im Kern Zweiständerhallenhaus. Mittiger Eingang und Fenster modern oder modern verändert. Erbaut wohl in der 1. Hälfte oder um die Mitte des 19. Jhs. | 36126104 | BW   |
| Bahnhofstraße 23 53° 20′ 28″ N, 8° 25′ 10″ O | Wohnhaus                  | Giebelständiger eingeschossiger Putzbau von drei Achsen unter Satteldach. Eingang mittig. Straßenfassade mit Öffnungen modern. Erbaut wohl in der 1. Hälfte oder um die Mitte des 19. Jhs. | 36125940 | BW   |
| Bahnhofstraße 25 53° 20′ 28″ N, 8° 25′ 10″ O | Wohnhaus                  | Traufständiger eingeschossiger Putzbau von sechs unregelmäßigen Achsen unter Satteldach. Eingang mittig. Fenster verändert. Erbaut wohl im 2. Drittel des 19. Jhs. | 36126034 | BW   |
| Bahnhofstraße 26 53° 20′ 30″ N, 8° 25′ 9″ O  | Wohn-/ Geschäftshaus      | Zweigeschossiger traufständiger Putzbau von fünf Achsen unter Halbwalmdach. Links breiter Risalit von drei Achsen, diesem mittig nochmals ein schmaler Risalit mit Eingang und Schweifgiebel vorgelegt, auf beiden Seiten davon Schaufenster. Im rechten Teil Nebeneingang und an der Ecke polygonaler Turm von zweieinhalb Geschossen unter Schweifhaube. An der rechten Seite rückwärtiger Flügel. Putzgliederung: am Risalit Kantenlisenen, geschossteilendes Gesims, Traufgesims, im rechten Teil Brüstungsgesimse und Sturzgesimse, Fensterrahmungen, am Turm über den Obergeschossfenstern Reliefs, am schmalen Risalit Konsolen und Fensterbekrönung, alles in Jugendstilformen. Ferner am Haupteingang zwei dekorierte Eisenstützen. Bezeichnet 1908. | 36124363 | BW   |
| Bahnhofstraße 29 53° 20′ 30″ N, 8° 25′ 10″ O | Wohnhaus                  | Giebelständiger eineinhalbgeschossiger Putzbau von drei Achsen mit Drempel unter Satteldach (Typus „Oldenburger Hundehütte“). Eingang mittig. Öffnungen segmentbogig. Putzgliederung: geschossteilendes Gesims, Rahmung der Öffnungen. Erbaut wohl in den 1870er oder 1880er Jahren. | 36126011 | BW   |
| Bahnhofstraße 30 53° 20′ 31″ N, 8° 25′ 8″ O  | Wohnhaus                  | Eineinhalbgeschossiger Backsteinbau mit Drempel, bestehend aus einem giebelständigen Trakt rechts und einem traufständigen Trakt links, beide unter Satteldach (Variante des Typus „Oldenburger Hundehütte“). Eingang in der Mitte des rechten Trakts, rechts daneben Schaufenster, links daneben vier dreibahnige Fenster. Putzgliederung: Fensterrahmungen, geschossteilendes Gesims, im Giebel mittig Ädikula. Erbaut 1909 als Gasthaus mit Ladeneinbau. | 36124390 | BW   |
| Bahnhofstraße 31 53° 20′ 35″ N, 8° 25′ 9″ O  | Wohnhaus                  | Eckhaus zum Ziegelhellmer. Eingeschossiger traufständiger Putzbau unter Satteldach. Fenster und Tür an der Straßenseite modern. Erbaut wohl in der 1. Hälfte des 19. Jhs. | 36125917 | BW   |
| Bahnhofstraße 34 53° 20′ 32″ N, 8° 25′ 8″ O  | Wohnhaus                  | Giebelständiger eingeschossiger Fachwerkbau mit Backsteinausfachungen unter Satteldach. EG der Straßenfront massiv verputzt erneuert, mit modernem Ladeneinbau. Giebel dreifach auf profilierten Knaggen vorkragend. Erbaut wohl im späten 17. oder frühen 18. Jh. | 36126343 | BW   |
| Bahnhofstraße 37 53° 20′ 39″ N, 8° 25′ 10″ O | Gulfhaus                  | | 36125892 | BW   |

### Ovelgönne – Breite Straße
| Lage                                         | Bezeichnung                           | Beschreibung | ID       | Bild |
| -------------------------------------------- | ------------------------------------- | --- | -------- | ---- |
| Breite Straße 1 53° 20′ 31″ N, 8° 25′ 10″ O  | Wohnhaus                              | Eckhaus zur Bahnhofstraße. Eingeschossiger giebelständiger Putzbau unter halbem Schopfwalmdach. Fensteröffnungen modern verändert. Erbaut wohl in der 2. Hälfte des 18. oder in der 1. Hälfte des 19. Jhs. | 36125694 | BW   |
| Breite Straße 2 53° 20′ 32″ N, 8° 25′ 10″ O  | Wohn-/ Geschäftshaus                  | Eckhaus zur Bahnhofstraße. Eingeschossiger Putzbau unter Mansardwalmdach. Links zur Bahnhofstraße links Eingang und mittig Giebelgaupe sowie links Remisenanbau unter Schopfwalmdach. Ecke abgeschrägt. Rechts zur Breiten Straße rechts breiter zweigeschossiger Risalit unter Walmdach, darin rechts Eingang und im OG mittig polygonaler Erker. Rechts vom Risalit Anbau unter Walmdach. Fenster rechteckig, z. T. mehrbahnig. Verschiedene Schleppgaupen. Sparsame Putzgliederung: Fenstersohlbänke und -stürze, am Erker Brüstungsgesims und Brüstungsfelder. Erbaut 1912 für den Auktionator, Makler und Vermögensverwalter Carl Kuck. Ab 1925 Bank. | 36124277 | BW   |
| Breite Straße 3 53° 20′ 31″ N, 8° 25′ 12″ O  | Wohnhaus                              | Giebelständiger eineinhalbgeschossiger Putzbau von fünf Achsen (im Giebel drei) mit Drempel unter Satteldach (Typus „Oldenburger Hundehütte“). Eingang mittig. Putzgliederung: Fensterrahmungen, geschossteilendes Gesims. Erbaut wohl am Ende des 19. Jhs. oder um 1900. | 36125454 | BW   |
| Breite Straße 5 53° 20′ 31″ N, 8° 25′ 12″ O  | Wohnhaus                              | Eckhaus zur Kegelerstraße. Giebelständiger zweigeschossiger Putzbau unter Satteldach. Im Erdgeschoss zwei Fenster, im Obergeschoss drei. Öffnungen im EG und OG segmentbogig, im Giebel rundbogig. Eingang auf der linken Seite. Putzgliederung: Fensterrahmungen im OG und Giebel, Traufgesims. Erbaut wohl in den 1870er oder 1880er Jahren. | 36125503 | BW   |
| Breite Straße 6 53° 20′ 32″ N, 8° 25′ 11″ O  | Wohnhaus                              | Eingeschossiger giebelständiger Putzbau von zwei Achsen unter Mansarddach mit Schopfwalm. Rechts eingeschossiger polygonaler Standerker. Eingang auf der rechten Seite. Einfriedung aus Holzzaun mit Backsteinpfosten. Erbaut wohl in den 1920er Jahren. | 36125549 | BW   |
| Breite Straße 6a 53° 20′ 33″ N, 8° 25′ 11″ O | Speicher                              | Zurückgesetzt zwischen den Häusern Breite Straße 4 und 6. Giebelständiger zweigeschossiger Backsteinbau unter Schopfwalmdach. Korbbogige Einfahrt, darüber zwei Ladeluken übereinander. Erbaut 1799. | 36126707 | BW   |
| Breite Straße 7 53° 20′ 31″ N, 8° 25′ 13″ O  | Gasthaus „Zum Schwarzen Roß“          | Eckhaus zur Kegelerstraße. Zweigeschossiger traufständiger Putzbau von vier Achsen unter Satteldach. Eingang links von der Mitte. Öffnungen segmentbogig. Putzgliederung: Rahmung der Öffnungen, geschossteilendes Gesims, an den Giebeln ansteigende Treppenfriese. An der Kegelerstraße rückwärtig Anbau unter Satteldach. Erbaut 1878. | 36125841 | BW   |
| Breite Straße 8 53° 20′ 32″ N, 8° 25′ 13″ O  | Wohnhaus                              | Giebelständiger eineinhalbgeschossiger Putzbau von fünf Achsen (im Giebel vier) mit Drempel unter Satteldach (Typus „Oldenburger Hundehütte“). Eingang mittig. Fenster im Giebel rundbogig. Putzgliederung: geschossteilendes Gesims, Fensterrahmungen auf Konsolen und mit z. T. figürlichen Schlusssteinen, im Giebel mittig Blendgiebel auf Konsolen. Fast baugleich mit Bahnhofstraße 19. Erbaut wohl in den 1900er Jahren. | 36125766 | BW   |
| Breite Straße 9 53° 20′ 31″ N, 8° 25′ 14″ O  | Wohnhaus                              | Traufständiger eingeschossiger Putzbau unter halbem Schopfwalmdach. Eingang rechts von der Mitte. Fensteröffnungen modern. Erbaut wohl im 19. Jh. | 36125621 | BW   |
| Breite Straße 10 53° 20′ 32″ N, 8° 25′ 13″ O | Wohnhaus                              | Giebelständiger eingeschossiger Putzbau von fünf Achsen unter Satteldach. Eingang mittig. Erbaut wohl im späten 18. oder in der 1. Hälfte des 19. Jhs. | 36125741 | BW   |
| Breite Straße 12 53° 20′ 32″ N, 8° 25′ 14″ O | Wohnhaus                              | Giebelständiger eingeschossiger Putzbau von fünf Achsen unter Satteldach. Eingang mittig. Öffnungen alle modern verändert. Erbaut wohl in der 2. Hälfte des 18. oder 1. Hälfte des 19. Jhs. | 36125717 | BW   |
| Breite Straße 14 53° 20′ 32″ N, 8° 25′ 15″ O | Wohnhaus                              | Giebelständiger eineinhalbgeschossiger Putzbau von drei Achsen mit Drempel unter Satteldach (Typus „Oldenburger Hundehütte“). Eingang mittig, darüber Ladeluke. Öffnungen segmentbogig. Putzgliederung: geschossteilendes Gesims, gequaderte Kantenlisenen, Rahmung der Öffnungen. Erbaut wohl im späten 19. Jh. | 36126440 | BW   |
| Breite Straße 15 53° 20′ 31″ N, 8° 25′ 16″ O | Wohnhaus                              | Giebelständiger zweigeschossiger Putzbau von fünf Achsen unter Satteldach. Eingang mittig. Putzgliederung: geschossteilende Bänder, Kantenquaderung. Erbaut wohl in den 1870er oder 1880er Jahren. | 36125405 | BW   |
| Breite Straße 16 53° 20′ 32″ N, 8° 25′ 16″ O | Gasthof „Zum Goldenen Löwen“          | Giebelständiger eineinhalbgeschossiger Backsteinbau mit Drempel unter Satteldach (Typus „Oldenburger Hundehütte“). Eingang mittig, im EG seitlich je ein modernes Fenster. Fenster im Giebel rundbogig. Putzgliederung: Rahmung der Öffnungen, geschossteilendes Gesims, Kantenrustizierung, im Giebel mittig Ädikula und Löwenfigur auf Konsole. Erbaut 1907. | 36125597 |      |
| Breite Straße 17 53° 20′ 31″ N, 8° 25′ 18″ O | Wohnhaus                              | Giebelständiger eingeschossiger Putzbau von fünf Achsen unter Satteldach. Eingang mittig. Öffnungen segmentbogig. Putzgliederung: Rahmung der Öffnungen. Erbaut wohl in den 1860er oder 1870er Jahren. | 36125572 | BW   |
| Breite Straße 18 53° 20′ 32″ N, 8° 25′ 16″ O | Wohnhaus                              | Giebelständiger eineinhalbgeschossiger Putzbau von drei Achsen mit Drempel unter Satteldach (Typus „Oldenburger Hundehütte“). Eingang mittig. Öffnungen segmentbogig. Putzgliederung: Rahmung der Öffnungen, geschossteilendes Gesims, Kantenlisenen. Erbaut 1865–1866. | 36125479 |      |
| Breite Straße 19 53° 20′ 31″ N, 8° 25′ 19″ O | Postamt                               | Traufständiger zweigeschossiger Putzbau von vier Achsen unter Satteldach. Links zweiachsiger Risalit mit Giebel. Eingang rechts. Putzgliederung: geschossteilendes Gesims, Fensterrahmungen. Erbaut 1908 als Postamt (bis 1922), 1934–1976 Rathaus. | 36124416 | BW   |
| Breite Straße 20 53° 20′ 32″ N, 8° 25′ 18″ O | Gasthaus „Zum König von Griechenland“ | Eingeschossiger traufständiger Putzbau von sieben Achsen unter Schopfwalmdach. Mittig flacher Risalit mit Eingang, darüber übergiebeltes Zwerchhaus von drei Achsen. Erbaut wohl im späten 18. oder frühen 19. Jh. | 36124446 |      |
| Breite Straße 21 53° 20′ 31″ N, 8° 25′ 19″ O | Wohn-/ Geschäftshaus                  | Giebelständiger eineinhalbgeschossiger Putzbau mit Drempel unter Satteldach (Typus „Oldenburger Hundehütte“). Eingang mittig, links daneben Schaufenster. Putzgliederung: Rahmungen der Öffnungen, geschossteilendes Gesims, im Erdgeschoss Kantenquaderung, Schlusssteine und im Erdgeschoss rechts Brüstungsreliefs in Jugendstilformen, im Giebel mittig Ädikula. Erbaut 1910. | 36124472 | BW   |
| Breite Straße 22 53° 20′ 32″ N, 8° 25′ 20″ O | Wohnhaus                              | Traufständiger eingeschossiger Putzbau von sieben unregelmäßigen Achsen unter halbem Schopfwalmdach. Rechts von der Mitte Eingang, davor Portikus mit Giebel auf zwei ionischen Säulen. Rückwärtig mittig Anbau. Erbaut wohl im 4. Viertel des 18. oder im frühen 19. Jh. | 36124502 |      |
| Breite Straße 23 53° 20′ 31″ N, 8° 25′ 20″ O | Wohnhaus                              | Giebelständiger eineinhalbgeschossiger Putzbau von fünf Achsen (im Giebel vier) mit Drempel unter Satteldach (Typus „Oldenburger Hundehütte“). Eingang mittig. Öffnungen segmentbogig. Putzgliederung: Rahmung der Öffnungen, geschossteilendes Gesims, Traufgesims. Erbaut wohl in den 1870er oder 1880er Jahren. | 36125646 | BW   |
| Breite Straße 25 53° 20′ 31″ N, 8° 25′ 21″ O | Wohnhaus                              | Giebelständiger zweigeschossiger Putzbau von fünf Achsen unter Satteldach. Eingang mittig. Erbaut wohl im 3. Viertel des 19. Jhs. | 36125430 | BW   |
| Breite Straße 27 53° 20′ 31″ N, 8° 25′ 22″ O | Handwerksmuseum Ovelgönne             | Giebelständiger eingeschossiger Putzbau von fünf Achsen unter Satteldach. Eingang mittig mit Rokokotür und Oberlicht. An der Giebelspitze Steinrelief mit Engel. Rückwärtig schmalerer Anbau. Bezeichnet 1773, Anbau erbaut 1888. Seit 1981 Handwerksmuseum. | 36124529 |      |

### Ovelgönne – Kegelerstraße
| Lage                                         | Bezeichnung | Beschreibung | ID       | Bild |
| -------------------------------------------- | ----------- | --- | -------- | ---- |
| Kegelerstraße 1 53° 20′ 30″ N, 8° 25′ 12″ O  | Wohnhaus    | Giebelständiger eingeschossiger Putzbau unter Satteldach. Rückwärtiger Teil etwas höher unter eigenem Dach. Eingang mittig, seitlich moderne Fenster. Erbaut wohl in der 1. Hälfte des 19. Jhs.                                    | 36122361 | BW   |
| Kegelerstraße 3 53° 20′ 29″ N, 8° 25′ 14″ O  | Wohnhaus    | Traufständiger eingeschossiger Putzbau von fünf Achsen mit niedrigem Drempel unter Satteldach. Eingang mittig. Erbaut wohl im 3. Viertel des 19. Jhs.                                                                              | 36122385 | BW   |
| Kegelerstraße 4 53° 20′ 28″ N, 8° 25′ 15″ O  | Wohnhaus    | Giebelständiger eingeschossiger Putzbau von drei Achsen unter Schopfwalmdach. Eingang mittig. Links wohl etwas jüngerer Schuppen-/Garagenanbau unter Schleppdach. Erbaut wohl in der 1. Hälfte oder um die Mitte des 19. Jhs.      | 36125815 | BW   |
| Kegelerstraße 5 53° 20′ 28″ N, 8° 25′ 14″ O  | Wohnhaus    | Traufständiger eingeschossiger Backsteinbau unter Schopfwalmdach. Straßenseite überwiegend verputzt. Eingang auf der rechten Seite. Fensteröffnungen modern verändert. Erbaut wohl in der 1. Hälfte oder um die Mitte des 19. Jhs. | 36122456 | BW   |
| Kegelerstraße 6 53° 20′ 28″ N, 8° 25′ 15″ O  | Wohnhaus    | Giebelständiger eingeschossiger Putzbau unter Schopfwalmdach. Modern veränderter Eingang mittig; Fensteröffnungen modern. Erbaut wohl in der 1. Hälfte oder um die Mitte des 19. Jhs.                                              | 36122409 | BW   |
| Kegelerstraße 7 53° 20′ 27″ N, 8° 25′ 14″ O  | Wohnhaus    | Giebelständiger eingeschossiger Backsteinbau unter Schopfwalmdach. Eingang mittig. Fensteröffnungen verändert. Erbaut wohl in der 1. Hälfte oder um die Mitte des 19. Jhs.                                                         | 36122432 | BW   |
| Kegelerstraße 8 53° 20′ 27″ N, 8° 25′ 15″ O  | Wohnhaus    | Eingeschossiger giebelständiger Putzbau unter Satteldach. Öffnungen modern verändert. Erbaut wohl im 19. Jh. | 36122503 | BW   |
| Kegelerstraße 14 53° 20′ 23″ N, 8° 25′ 15″ O | Wohnhaus    | Giebelständiger eingeschossiger Backsteinbau unter Schopfwalmdach. Eingang mittig. Fensteröffnungen verändert. Erbaut wohl in der 1. Hälfte oder um die Mitte des 19. Jhs.                                                         | 36122526 | BW   |
| Kegelerstraße 16 53° 20′ 23″ N, 8° 25′ 11″ O | Wohnhaus    | | 36126152 | BW   |

### Ovelgönne – Kirchenstraße
| Lage                                          | Bezeichnung  | Beschreibung | ID       | Bild |
| --------------------------------------------- | ------------ | --- | -------- | ---- |
| Kirchenstraße 1 53° 20′ 32″ N, 8° 25′ 22″ O   | Wohnhaus     | Eingeschossiger giebelständiger Backsteinbau (Straßenfassade verputzt) von drei Achsen unter Satteldach. Eingang mittig, Fenster im Erdgeschoss verändert. Traufseiten modern in Backstein verblendet. Bezeichnet 1744. Im Erdgeschoss war lange eine Apotheke untergebracht.                                                                                  | 36124623 | BW   |
| Kirchenstraße 3 53° 20′ 33″ N, 8° 25′ 22″ O   | Wohnhaus     | Eingeschossiger traufständiger Putzbau von drei Achsen über Kellersockel unter Satteldach. Linke Achse breiter, davor polygonaler Standerker unter Balkon und Zwerchhaus. Auf der rechten Seite zurückgesetzter Vorbau mit Eingang und modern erneuerter Freitreppe. Putzgliederung: geschossteilendes Gesims, Brüstungsgesims, Fensterrahmungen. Erbaut 1888. | 36124699 | BW   |
| Kirchenstraße 5 53° 20′ 33″ N, 8° 25′ 22″ O   | Wohnhaus     | Giebelständiger Bau, bestehend aus einem zweigeschossigen Putzbau zur Straße und axial dahinter einem eineinhalbgeschossigen rückwärtigen Backsteinbau mit Drempel, beide unter Satteldächern. Erbaut wohl um die Mitte des 19. Jhs. | 36124751 | BW   |
| Kirchenstraße 7 53° 20′ 34″ N, 8° 25′ 22″ O   | Wohnhaus     | Eingeschossiger giebelständiger Putzbau von fünf Achsen unter Schopfwalmdach. Eingang mittig. Putzgliederung: Fensterrahmungen. Rückwärtig versetzt Anbau unter Schopfwalmdach. Erbaut wohl in der 2. Hälfte des 19. Jhs. | 36124776 | BW   |
| Kirchenstraße 9 53° 20′ 34″ N, 8° 25′ 21″ O   | Wohnhaus     | Giebelständiger eingeschossiger Putzbau von fünf Achsen unter Satteldach. Eingang mittig, erneuert. Rechts firstparalleler Anbau von zwei Achsen unter Satteldach. Erbaut wohl im späten 18. oder frühen 19. Jh., der Eingang wohl 1920er Jahre. Lange als Post genutzt.                                                                                       | 36124803 | BW   |
| Kirchenstraße 10 53° 20′ 36″ N, 8° 25′ 21″ O  | Wohnhaus     | Traufständiger eingeschossiger Fachwerkbau unter Schopfwalmdach. Fachwerk nur noch am Ostgiebel sichtbar, das EG verputzt und wohl z. T. massiv ersetzt. Fünf breite Achsen mit breiten Fenstern, der Eingang in der zweiten Achse von links. Erbaut wohl in der 2. Hälfte des 18. oder im frühen 19. Jh.                                                      | 36122287 | BW   |
| Kirchenstraße 10a 53° 20′ 37″ N, 8° 25′ 22″ O | Reithalle    | Giebelständiger Backsteinbau unter Satteldach. Einfahrt mittig, darüber dreiteilige Fensterstaffel, ansonsten Gruppen von zwei Fenstern. Backsteingliederung: Lisenen, an der Straßenfront stilisierte Pilaster, am Giebel ansteigender Treppenfries. Erbaut 1910.                                                                                             | 36122838 | BW   |
| Kirchenstraße 11 53° 20′ 35″ N, 8° 25′ 22″ O  | Wohnhaus     | Giebelständiger eingeschossiger Putzbau unter Satteldach. Giebel in Backstein verblendet. Eingang mittig. Fensteröffnungen modern verändert. Erbaut wohl in der 1. Hälfte des 19. Jhs. | 36126416 | BW   |
| Kirchenstraße 13 53° 20′ 36″ N, 8° 25′ 24″ O  | Wohnhaus     | Giebelständiger eingeschossiger Backsteinbau unter Schopfwalmdach. Eingang auf der rechten Seite. Erbaut wohl im 2. Viertel oder um die Mitte des 19. Jhs. | 36125526 | BW   |
| Kirchenstraße 19 53° 20′ 36″ N, 8° 25′ 26″ O  | Wohnhaus     | Eckhaus zur Albrecht-Thaer-Straße. Traufständiger, eingeschossiger Backsteinbau (z. T. verputzt) unter Schopfwalmdach. Eingang rechts von der Mitte. Öffnungen modern verändert. Erbaut wohl in der 1. Hälfte oder um die Mitte des 19. Jhs. | 36126177 | BW   |
| Kirchenstraße 21 53° 20′ 37″ N, 8° 25′ 28″ O  | Wohnhaus     | Eckhaus zur Albrecht-Thaer-Straße. Traufständiger eingeschossiger Putzbau unter Schopfwalmdach. Eingang rechts von der Mitte. Öffnungen modern verändert. Erbaut wohl in der 1. Hälfte oder um die Mitte des 19. Jhs. | 36126201 | BW   |
| Kirchenstraße 24 53° 20′ 37″ N, 8° 25′ 26″ O  | Wohnhaus     | Giebelständiger eingeschossiger Backsteinbau unter Schopfwalmdach. Eingang mittig, darüber Ladeluke. Erbaut wohl in der 1. Hälfte oder um die Mitte des 19. Jhs. | 36126249 | BW   |
| Kirchenstraße 53° 20′ 38″ N, 8° 25′ 30″ O     | Friedhof     | Gestaltet mit Wegen, Rasenflächen und am Rand Bäumen. Einige Gruftanlagen und Grabmäler des 19. Jhs., darunter im südwestlichen Teil das Grabmal Schröder von 1846 in Tabernakelform mit Fialaufsätzen, umgeben von einem Eisengitter. Zur Straße Eisentor mit seitlichen Durchgängen und steinernen Pfosten. Belegt seit 1680, das Haupttor von 1868.         | 36126367 | BW   |
| Kirchenstraße 30 53° 20′ 39″ N, 8° 25′ 33″ O  | Reithalle    | Achteckiger Backsteinbau unter Pyramidendach, zur Straße Eingangstrakt unter Satteldach, entsprechend ein rückwärtiger Trakt. Öffnungen segmentbogig. Backsteingliederung: Kantenlisenen. Über dem Eingang Tondo mit Pferdebüste. Erbaut 1890 als Longierhalle zur Prüfung von Pferden, 1922–1972 Turnhalle genutzt.                                           | 36126969 | BW   |
| Kirchenstraße 30 53° 20′ 39″ N, 8° 25′ 34″ O  | Nebengebäude | Eingeschossiger Backsteinbau unter Satteldach. Erbaut wohl zusammen mit der Longierhalle 1890. | 36127315 | BW   |

### Ovelgönne – Andere
| Lage                                                | Bezeichnung               | Beschreibung | ID       | Bild |
| --------------------------------------------------- | ------------------------- | --- | -------- | ---- |
| Albrecht-Thaer-Straße 2 53° 20′ 34″ N, 8° 25′ 29″ O | Wohn-/ Wirtschaftsgebäude | Stark verbautes Hallenhaus, heute eingeschossiger Putzbau unter Schopfwalmdach. Gleichwertige Giebelseiten mit mittigen Eingängen zur Straße Am Wall (Süden) und zur Albrecht-Thaer-Straße (Norden), ehem. Wirtschaftsgiebel bzw. Wohngiebel. Teile der Innenstruktur und der wandfesten Ausstattung erhalten. Bausubstanz überwiegend wohl aus der 2. Hälfte des 19. Jhs., Grundmauern wohl z. T. älter (17. oder 18. Jh.). Südtrakt zwischenzeitlich niedriger, nach 1989 auf gleiche Höhe gebracht. Lange als Landgericht genutzt, heute Kreislandvolkverband Wesermarsch. | 36124249 | BW   |
| Bückeburger Weg 2a 53° 20′ 23″ N, 8° 25′ 10″ O      | Wohn-/ Wirtschaftsgebäude | An der Ecke zur Bahnhofstraße gelegen. Vierständerhallenhaus in Fachwerk mit Backsteinausfachungen (z. T. verputzt) unter Schopfwalmdach. Giebel auf profilierten Knaggen vorkragend. Bezeichnet 1717. | 36124334 | BW   |
| Ziegelhellmer 1 53° 20′ 36″ N, 8° 25′ 20″ O         | Wohnhaus                  | Giebelständiger eingeschossiger Putzbau von fünf Achsen unter Schopfwalmdach. Eingang mittig. Putzgliederung: Fensterrahmungen. Erbaut wohl um 1800 oder in der 1. Hälfte des 19. Jhs. | 36126296 | BW   |
| Zum Blauen Tempel 3 53° 20′ 29″ N, 8° 25′ 23″ O     | Wohnhaus                  | Traufständiger eingeschossiger Putzbau unter Schopfwalmdach. Eingang mittig. Öffnungen modern verändert. Moderne Schleppgaupe. Erbaut 1829. | 36122932 | BW   |
| Zum Blauen Tempel 4 53° 20′ 30″ N, 8° 25′ 24″ O     | Wohnhaus                  | Traufständiger eingeschossiger Putzbau unter Schopfwalmdach. Eingang mittig. Öffnungen modern verändert. Moderne Schleppgaupe. Erbaut 1829. | 36122620 | BW   |

### Ehemalige Baudenkmale
| Lage                                         | Bezeichnung | Beschreibung | ID       | Bild |
| -------------------------------------------- | ----------- | --- | -------- | ---- |
| Kirchenstraße 12 53° 20′ 37″ N, 8° 25′ 23″ O | Wohnhaus    | Das Gebäude wurde 2011 abgebrochen und aus dem Denkmalverzeichnis gestrichen. | 36126320 | BW   |
| Kirchenstraße 45 53° 20′ 44″ N, 8° 25′ 49″ O | Mühle       | 1857 wurde der Galerieholländer errichtet. 1871 brannte die Mühle teilweise ab und wurde dann wieder erneuert. 1925 wurden die Flügel nach einem Sturmschaden renoviert. Die Mühle blieb bis 1956 in Betrieb. 2003 wurde sie wegen der Veränderungen aus dem Denkmalverzeichnis gestrichen. | 36122957 | BW   |
| Putjengang 2 53° 20′ 35″ N, 8° 25′ 27″ O     | Wohnhaus    | Das Gebäude unter einem Satteldach wurde ab 2023 nicht mehr im Denkmalverzeichnis geführt. | 36122738 | BW   |
| Ziegelhellmer 3 53° 20′ 36″ N, 8° 25′ 19″ O  | Wohnhaus    | Das eingeschossige Gebäude unter einem Satteldach wurde ab 2023 nicht mehr im Denkmalverzeichnis geführt. | 36126273 | BW   |

## Strückhausen

### Gruppe: Hofanlage Popkenhöger Straße 18
Die Gruppe „Hofanlage Popkenhöger Straße 18“ umfasst den Hof, der zu Beginn des 19. Jahrhunderts angelegt wurde. Die Gruppe hat die ID 36101380.

| Lage                                              | Bezeichnung               | Beschreibung | ID       | Bild |
| ------------------------------------------------- | ------------------------- | --- | -------- | ---- |
| Popkenhöger Straße 18 53° 18′ 40″ N, 8° 24′ 25″ O | Wohn-/ Wirtschaftsgebäude | Zweiständerhallenhaus in Fachwerk mit Backsteinausfachungen unter Schopfwalmdach in Reetdeckung mit Niedersachsengiebeln. Wohnteil etwas schmaler. Bezeichnet 1832. | 36124944 | BW   |
| Popkenhöger Straße 18 53° 18′ 41″ N, 8° 24′ 26″ O | Stall                     | Im rechten Winkel links neben dem Wirtschaftsteil des Wohn-/ Wirtschaftsgebäudes stehend und über einen kleinen Zwischenbau in Backstein wohl nachträglich mit diesem verbunden. Fachwerkbau mit Backsteinausfachungen unter Walmdach in Reetdeckung. Querdurchfahrt. Erbaut wohl gleichzeitig mit dem Wohn-/ Wirtschaftsgebäude 1832 oder etwas später. | 36124970 | BW   |

### Gruppe: Gut Harlinghausen
Die Gruppe „Gut Harlinghausen“ umfasst die kurz nach 1900 errichtete Gutsanlage mit einem parkähnlichen Gartenanlage mit Teich und altem Baumbestand. Die Gruppe hat die ID 36101345.

| Lage                                              | Bezeichnung | Beschreibung | ID       | Bild |
| ------------------------------------------------- | ----------- | --- | -------- | ---- |
| Strückhauser Straße 42 53° 19′ 1″ N, 8° 23′ 16″ O | Wohnhaus    | Traufständiger eingeschossiger Putzbau über Sockelgeschoss unter Satteldach. Zwei Eingänge, jeweils mit Windfang und Freitreppe. Fenster überwiegend dreibahnig, am Ostgiebel Serliana. Putzgliederung: Rustizierung des Sockels, geschossteilendes Gesims, Fensterrahmungen, am Windfang rechteckige Säulen mit ionischen Kapitellen. Bezeichnet 1910. | 36123302 | BW   |
| Strückhauser Straße 42 53° 19′ 2″ N, 8° 23′ 16″ O | Gulfscheune | Links neben dem Wohnhaus stehend und über einen niedrigen Zwischenbau mit diesem verbunden. Großer Backsteinbau unter Satteldach. Öffnungen segmentbogig. Backsteingliederung: Ziersetzungen um die Bögen, geschossteilendes Gesims, Lisenen, am Giebel ansteigender Treppenfries. Bezeichnet 1906.                                                     | 36123331 | BW   |
| Strückhauser Straße 42 53° 19′ 2″ N, 8° 23′ 18″ O | Stall       | Putzbau unter Satteldach. Erbaut wohl kurz nach 1900. | 36123359 | BW   |

### Gruppe: Hofanlage Strückhauser Straße 79
Die Gruppe „Hofanlage Strückhauser Straße 79“ umfasst den Hof auf einer Wurt, der im ausgehenden 19. Jahrhundert angelegt wurde. Die Gruppe hat die ID 36102253.

| Lage                                               | Bezeichnung  | Beschreibung | ID       | Bild |
| -------------------------------------------------- | ------------ | --- | -------- | ---- |
| Strückhauser Straße 79 53° 19′ 26″ N, 8° 22′ 24″ O | Gulfhaus     | Am Ende des 19. Jahrhunderts wurde das anderthalbgeschossige Gebäude unter einem Drempel und unter einem Satteldach errichtet. Ein späterer Stallanbau unter einem Schopfwalmdach. | 36121743 | BW   |
| Strückhauser Straße 79 53° 19′ 28″ N, 8° 22′ 25″ O | Nebengebäude | Das eingeschossige Backsteingebäude wurde zu Beginn des 20. Jahrhunderts mit zwei Quereinfahrten unter einem Satteldach errichtet.                                                 | 36121587 | BW   |

### Gruppe: Strückhauser Kirchdorf
Die Gruppe „Strückhauser Kirchdorf“ besteht aus den die Kirche und den Kirchhof umgebenden Gebäuden. Sie hat die ID 36101310.

| Lage                                    | Bezeichnung               | Beschreibung | ID       | Bild           |
| --------------------------------------- | ------------------------- | --- | -------- | -------------- |
| Kirchweg 13 53° 19′ 58″ N, 8° 23′ 28″ O | Wohn-/ Wirtschaftsgebäude | Zweiständerhallenhaus in Fachwerk mit Backsteinausfachungen unter Schopfwalmdach in Reetdeckung mit Niedersachsengiebeln. Wohngiebel auf der Südseite, oberer Teil des Giebels und Dach auf Knaggen vorkragend. Die übrigen Außenwände in Backstein erneuert. Am Wirtschaftsgiebel nach Westen jüngerer Stallanbau, z. T. in Backstein, die Nordwand in Fachwerk, unter Schopfwalmdach in Reetdeckung mit Niedersachsengiebel. Erbaut 1636 (dendrochronologische Untersuchung), die Außenwände wohl in der 2. Hälfte des 19. Jahrhunderts erneuert. | 36123752 | BW             |
| Kirchweg 13 53° 19′ 56″ N, 8° 23′ 29″ O | Scheune                   | Giebelständiger Backsteinbau unter Schopfwalmdach. Über dem Tor Ladeluke. Erbaut wohl am Ende des 19. Jahrhunderts erneuert. | 36123777 | BW             |
| Kirchweg 14 53° 19′ 57″ N, 8° 23′ 31″ O | Kirche                    | Geostete Saalkirche aus Backstein mit polygonalem 5/10-Chorschluss, erbaut 1519 unter Verwendung älterer Mauerteile, die spitzbogigen Fenster 1985–1986 rekonstruiert. Westlich vorgesetzt ein niedriger Glockenturm in Backstein unter Halbwalmdach. Das Innere flachgedeckt, vermutlich mit Wölbung geplant. Wesentlich für den Raumeindruck die an drei Seiten umlaufende Empore: die Nordempore 1657 von Tischlermeister Arp Schnitger, an der Brüstung gemalte biblische Szenen von 1661; West- und Südempore 1698. Altarretabel von 1743 (Leihgabe der Kirche Esenshamm) mit Säulen und durchbrochenen Akanthusranken, in der Mitte eine geschnitzte Kreuzigungsgruppe vor gemalter Stadtkulisse, in der Sockelzone das Abendmahl, in der Bekrönung die Auferstehung. Kanzel 1646–1648 mit Spätrenaissanceornamenten und Figuren. Taufstein des 16. Jhs. in Pokalform, 1660 überarbeitet. Altarblatt des abgebauten neugotischen Altares mit Darstellung des auferstandenen Christus, 1889 von Hermann Schaper. Orgelprospekt, 1698 von Arp Schnitger, die Disposition neu. | 36123723 | Weitere Bilder |
| Kirchweg 14 53° 19′ 57″ N, 8° 23′ 31″ O | Friedhof                  | Der Friedhof liegt um die Kirche St. Johannes, der mit ihr auf einer Wurt liegt. Grabstellen aus dem 17. bis 19. Jahrhundert werden von Bäumen umgeben. Im Osten befinden sich Kriegsgräber des Ersten und zweiten Weltkriegs. Im Westen befindet sich ein obeliskförmiges Kriegerdenkmal zur Erinnerung an die Gefallenen im Deutsch-Französischen Kriegs (1870-1871). | 36127459 | BW             |
| Kirchweg 14 53° 19′ 56″ N, 8° 23′ 26″ O | Pastorat                  | Giebelständiger eingeschossiger Backsteinbau von fünf Achsen unter Schopfwalmdach. Mittig rundbogiger Eingang mit verputzter Rahmung und begleitenden schmalen Fenstern. Erbaut wohl um 1900. | 36123802 | BW             |
| Kirchweg 15 53° 19′ 56″ N, 8° 23′ 29″ O | Gasthaus                  | Giebelständiger eingeschossiger Putzbau von fünf Achsen unter Schopfwalmdach. Eingang in der zweiten Achse von links, mit gestufter Rahmung in Backstein. Im Giebel mittig Ladeluke. Erbaut wohl um die Mitte des 19. Jahrhunderts, Straßenfassade wohl kurz nach 1900 und erneut in den 1920er Jahren (Eingang) umgebaut. | 36123828 | BW             |
| Kirchweg 16 53° 19′ 55″ N, 8° 23′ 26″ O | Küsterhaus                | Das eingeschossige Backsteingebäude wurde um oder vor 1850 unter einem Schopfwalmdach errichtet. | 36123853 | BW             |

### Gruppe: Hofanlage Strückhauser Straße 87
Die Gruppe „Hofanlage Strückhauser Straße 87“ umfasst den Hof auf einer Wurt, der im beginnenden 19. Jahrhundert angelegt wurde. Die Gebäude werden durch einen alten Baumbestand umgeben. Die Gruppe hat die ID 36101363.

| Lage                                               | Bezeichnung               | Beschreibung | ID       | Bild |
| -------------------------------------------------- | ------------------------- | --- | -------- | ---- |
| Strückhauser Straße 87 53° 19′ 29″ N, 8° 22′ 14″ O | Wohn-/ Wirtschaftsgebäude | Zweiständerhallenhaus in Fachwerk mit Backsteinausfachungen unter Schopfwalmdach in Reetdeckung mit Niedersachsengiebeln. Wohnteil etwas schmaler, Wohngiebel in Backstein erneuert. Bezeichnet 1811. | 36125102 | BW   |
| Strückhauser Straße 87 53° 19′ 28″ N, 8° 22′ 16″ O | Scheune                   | Fachwerkbau mit Backsteinausfachungen (an der Rückseite verbohlt) unter Walmdach. Querdurchfahrt. Erbaut wohl nach dem Wohn-/Wirtschaftsgebäude in der 1. Hälfte des 19. Jhs.                         | 36125129 | BW   |

### Einzeldenkmale
| Lage                                               | Bezeichnung               | Beschreibung | ID       | Bild |
| -------------------------------------------------- | ------------------------- | --- | -------- | ---- |
| Popkenhöger Straße 12 53° 18′ 42″ N, 8° 24′ 18″ O  | Wohn-/ Wirtschaftsgebäude | Das Zweiständer-Hallenhaus wurde 1857 auf einer Wurt unter einem reetgedeckten Schopfwalmdach errichtet. Das Gebäude ist teilweise in Backstein erneuert worden. Am Wohngiebel kragt das Dach auf Knaggen vor. Der Wohnteil und das Innengerüst können auf das ausgehende 18. Jahrhundert datiert werden. | 36126943 | BW   |
| Popkenhöger Straße 72 53° 18′ 57″ N, 8° 25′ 24″ O  | Wohn-/ Wirtschaftsgebäude | Das Zweiständer-Hallenhaus wurde 1761 auf einer Wurt unter einem reetgedeckten Schopfwalmdach errichtet. Das Gebäude ist teilweise in Backstein erneuert worden. Am Wirtschaftsgiebel kragt das Dach auf Knaggen vor. | 36124994 | BW   |
| Strückhauser Straße 25 53° 18′ 47″ N, 8° 23′ 34″ O | Wohn-/ Wirtschaftsgebäude | Auf einer Wurt gelegenes Zweiständerhallenhaus mit Backsteinaußenmauern unter Schopfwalmdach in Reetdeckung mit Niedersachsengiebeln. Am Wirtschaftsgiebel nach links Stallflügel, daran im rechten Winkel vorspringend Fachwerkscheune mit Backsteinausfachungen und Querdurchfahrt unter Schopfwalmdach in Reetdeckung mit Niedersachsengiebeln. Fenster segmentbogig, Türen und Tore korbbogig. Backsteingliederung: Ziersetzungen um die Bögen, Konsolfries am Ort und Bogenfries unter der Traufe des Schopfwalms. Bezeichnet 1888. | 36125048 | BW   |
| Strückhauser Straße 53 53° 19′ 9″ N, 8° 22′ 54″ O  | Gulfhaus                  | 1894 wurde das Gulfhaus aus Backstein auf einer Wurt und einem Kellersockel sowie unter einem Drempel und einem Satteldach errichtet. Die Gulfscheune mit Wohnteil steht unter einem Schopfwalmdach. | 36126994 | BW   |
| Strückhauser Straße 77 53° 19′ 24″ N, 8° 22′ 26″ O | Wohn-/ Wirtschaftsgebäude | Auf einer Wurt neben einer Gulfscheune stehend und mit dieser durch einen Zwischenbau verbunden. Eineinhalbgeschossiger Backsteinbau von fünf Achsen über Kellersockel mit Drempel unter Satteldach (Typus „Oldenburger Hundehütte“). Auf der linken Seite Anbau (modern oder durch modernen Umbau eines Wintergartens entstanden) und wohl modernes Zwerchhaus unter Walmdach. Straßenfront mit mittigem Eingang. Öffnungen im EG segmentbogig, im OG rundbogig. Putzgliederung: Kantenquaderung, geschossteilendes Gesims, am Giebel ansteigender Treppenfries, Rahmungen der Öffnungen, im Giebel mittig Brüstungsreliefs und Ädikula. Erbaut wohl am Ende des 19. Jhs. | 36125074 | BW   |

### Ehemalige Baudenkmale
| Lage                                            | Bezeichnung    | Beschreibung                                                                  | ID       | Bild |
| ----------------------------------------------- | -------------- | ----------------------------------------------------------------------------- | -------- | ---- |
| Strückhauser Straße 53° 18′ 57″ N, 8° 23′ 11″ O | Kriegerdenkmal | Das Gefallenendenkmal wurde ab 2021 nicht mehr im Denkmalverzeichnis geführt. | 49469589 | BW   |

## Süder Frieschenmoor

### Gruppe: Hofanlage Frieschenmoorer Straße 13
Die Gruppe „Hofanlage Frieschenmoorer Straße 13“ besteht aus einer Hofanlage, die auf einer Wurt liegt und mit einem Graben und altem Baumbestand umgeben ist. Die Gruppe hat die ID 36101241.

| Lage                                                 | Bezeichnung               | Beschreibung | ID       | Bild |
| ---------------------------------------------------- | ------------------------- | --- | -------- | ---- |
| Frieschenmoorer Straße 13 53° 21′ 17″ N, 8° 23′ 4″ O | Wohn-/ Wirtschaftsgebäude | Zweiständer-Hallenhaus mit Backsteinaußenmauern unter Schopfwalmdach mit Niedersachsengiebeln. Am Wirtschaftsgiebel an der Nordseite Stallanbau in Backstein unter Satteldach. Bezeichnet 1816. | 36125154 | BW   |
| Frieschenmoorer Straße 13 53° 21′ 18″ N, 8° 23′ 5″ O | Scheune                   | An den Stallanbau des Wohn-/Wirtschaftsgebäudes angebauter Fachwerkbau mit Backsteinausfachungen unter Schopfwalmdach mit Niedersachsengiebeln. Querdurchfahrt. Erbaut wohl 1816.               | 36125181 | BW   |

### Gruppe: Hofanlage Frieschenmoorer Straße 17
Die Gruppe „Hofanlage Frieschenmoorer Straße 17“ besteht aus einer Hofanlage, die von einem großen Garten mit einem alten Baumbestand umgeben ist. Die Gruppe hat die ID 36101241.

| Lage                                                  | Bezeichnung               | Beschreibung | ID       | Bild |
| ----------------------------------------------------- | ------------------------- | --- | -------- | ---- |
| Frieschenmoorer Straße 17 53° 21′ 23″ N, 8° 23′ 12″ O | Wohn-/ Wirtschaftsgebäude | Zweiständer-Hallenhaus unter Schopfwalmdach mit Niedersachsengiebeln. Außenwände überwiegend Backstein, ursprünglich wohl Fachwerk; an der Südseite des Wirtschaftsteils noch ein Abschnitt in Fachwerk mit Backsteinausfachungen. Wohnteil etwas schmaler. Bezeichnet am Wirtschaftsgiebel 1872, im Kern wohl aus der 1. Hälfte des 19. Jhs. | 36123093 | BW   |
| Frieschenmoorer Straße 17 53° 21′ 24″ N, 8° 23′ 13″ O | Scheune                   | Nördlich vom Wohn-/Wirtschaftsgebäude stehend und über einen kleinen Zwischenbau mit diesem verbunden. Fachwerkbau mit Backsteinausfachungen unter Schopfwalmdach. Querdurchfahrt. Erbaut wohl in der 1. Hälfte des 19. Jahrhunderts. | 36127187 | BW   |
| Frieschenmoorer Straße 17 53° 21′ 24″ N, 8° 23′ 12″ O | Speicher                  | Der Backsteinspeicher steht unter einem Satteldach. | 36123119 | BW   |

### Einzeldenkmale
| Lage                                                  | Bezeichnung               | Beschreibung | ID       | Bild |
| ----------------------------------------------------- | ------------------------- | --- | -------- | ---- |
| Frieschenmoorer Straße 23 53° 21′ 37″ N, 8° 23′ 26″ O | Wohn-/ Wirtschaftsgebäude | Backsteinbau von gulfhausähnlicher Disposition unter Schopfwalmdach. Öffnungen alle segmentbogig. Rechts Scheunentor, links und etwas links von der Mitte weitere kleinere Tore. Bezeichnet 1929, Diele um 1980 umgebaut. | 36125233 | BW   |
| Zur Lerchenheide 30 53° 21′ 24″ N, 8° 21′ 58″ O       | Wohn-/ Wirtschaftsgebäude | Zweiständer-Hallenhaus in Fachwerk mit Backsteinausfachungen unter Schopfwalmdach in Reetdeckung mit Niedersachsengiebeln. Erbaut wohl um die Mitte des 19. Jahrhunderts.                                                 | 36125205 | BW   |
| Zur Lerchenheide 30 53° 21′ 24″ N, 8° 21′ 59″ O       | Stall                     | Der kleine Stallanbau steht am Wohn-/Wirtschaftsgebäude. | 36127410 | BW   |

## Außerhalb
| Lage                                                           | Bezeichnung               | Beschreibung | ID       | Bild |
| -------------------------------------------------------------- | ------------------------- | --- | -------- | ---- |
| (Barghorn) Oberströmische Seite 46 53° 16′ 49″ N, 8° 18′ 37″ O | Wohn-/ Wirtschaftsgebäude | Zweiständerhallenhaus mit Backsteinaußenwänden unter Schopfwalmdach in Reetdeckung mit Niedersachsengiebeln. Öffnungen segmentbogig, das Tor korbbogig. Backsteingliederung: Ziersetzung um die Bögen. Am Wirtschaftsgiebel rechts gleichzeitiger Anbau in Backstein unter Schopfwalmdach. Bezeichnet 1818. | 36121770 | BW   |
| (Barghorn) Oberströmische Seite 46 53° 16′ 49″ N, 8° 18′ 36″ O | Scheune                   | Fachwerkbau, überwiegend mit Backsteinausfachungen (z. T. verbohlt) unter Walmdach in Reetdeckung. Querdurchfahrten. Erbaut wohl um die Mitte des 19. Jhs. | 36121796 | BW   |
| (Garveshörne) Kipsweg 12 53° 18′ 30″ N, 8° 22′ 49″ O           | Wohn-/ Wirtschaftsgebäude | | 36125020 | BW   |
| (Kuhlen) Kuhler Straße 26 53° 15′ 14″ N, 8° 19′ 1″ O           | Hof Bruns (Hallenhaus)    | | 36123385 | BW   |
| (Kuhlen) Kuhler Straße 26 53° 15′ 15″ N, 8° 19′ 1″ O           | Hof Bruns (Stall)         | | 36127830 | BW   |
| (Kuhlen) Kuhler Straße 26 53° 15′ 15″ N, 8° 19′ 1″ O           | Hof Bruns (Scheune)       | | 36127210 | BW   |
| (Loyermoor) Fünfhauser Weg 2 53° 14′ 59″ N, 8° 18′ 8″ O        | Wohn-/ Wirtschaftsgebäude | Zweiständerhallenhaus in Fachwerk mit Backsteinausfachungen unter Schopfwalmdach in Reetdeckung. Am Wirtschaftsgiebel Dach auf profilierten Knaggen vorkragend. Am Wohngiebel zweiflügelige sechsteilige Fenster. Bezeichnet 1725.                                                                          | 36123415 | BW   |
| (Nordpol) Kiebitzhörne 19 53° 22′ 59″ N, 8° 22′ 11″ O          | Wohn-/ Wirtschaftsgebäude | | 36122154 | BW   |
| (Nordpol) Kiebitzhörne 27 53° 23′ 11″ N, 8° 22′ 45″ O          | Wohn-/ Wirtschaftsgebäude | Zweiständerhallenhaus unter Schopfwalmdach in Reetdeckung. Wirtschaftsgiebel in Fachwerk mit Backsteinausfachungen, die übrigen Wände in Backstein erneuert. Erbaut wohl um die Mitte des 19. Jhs. | 36122237 | BW   |
| (Nordpol) Kiebitzhörne 27 53° 23′ 10″ N, 8° 22′ 46″ O          | Nebengebäude              | Südöstlich des Wohn-/Wirtschaftsgebäudes gelegen, bestehend aus einem verbohlten Teil unter Satteldach im Osten und einem massiven, jüngeren Anbau im Westen unter Pultdach. Erbaut wohl im 1. oder 2. Drittel des 20. Jhs.                                                                                 | 36123035 | BW   |
| (Nordpol) Kiebitzhörne 29 53° 23′ 9″ N, 8° 22′ 47″ O           | Wohn-/ Wirtschaftsgebäude | Auf einer Wurt gelegenes Zweiständerhallenhaus in Fachwerk mit Backsteinausfachungen unter Schopfwalmdach in Reetdeckung mit Niedersachsengiebeln. An den Giebeln Dach auf Knaggen vorkragend. Bezeichnet 1754.                                                                                             | 36122210 | BW   |
| (Vedhusen) Hamelstraße 25 53° 17′ 43″ N, 8° 23′ 6″ O           | Wohn-/ Wirtschaftsgebäude | | 36124090 | BW   |
| (Vedhusen) Hamelstraße 25 53° 17′ 42″ N, 8° 23′ 5″ O           | Scheune                   | | 36124141 | BW   |
| (Vedhusen) Hamelstraße 25 53° 17′ 42″ N, 8° 23′ 6″ O           | Stall                     | | 36124116 | BW   |
| (Vedhusen) Hamelstraße 44 53° 17′ 45″ N, 8° 22′ 32″ O          | Wohn-/ Wirtschaftsgebäude | Zweiständerhallenhaus in Fachwerk mit Backsteinausfachungen unter Schopfwalmdach in Reetdeckung. Wohnteil in Backstein erneuert. Am Wirtschaftsgiebel Dach auf profilierten Knaggen vorkragend. Bezeichnet 1763, erbaut wohl als Heuerhaus, 1987 umgebaut.                                                  | 36124224 | BW   |